# 皮茲南卡
49°21′40″N 25°56′31″E / 49.36111°N 25.94194°E
皮茲南卡（烏克蘭語：Пізнанка）是位於烏克蘭西部特諾皮爾州裏喬爾特基夫區的村莊，處於泰納河畔，距離戈利比夫1.5公里，始建於1628年，面積2平方公里，2001年人口308。